# Notre-Dame de Paris (ballet)
Pour les articles homonymes, voir Notre-Dame de Paris.
Notre-Dame de Paris est un ballet en 2 actes et 13 tableaux inspiré du roman de Victor Hugo, chorégraphié par Roland Petit sur une musique de Maurice Jarre, créé le 11 décembre 1965 à l'Opéra de Paris (Garnier) avec Claire Motte (Esméralda), Roland Petit (Quasimodo), Cyril Atanassoff (Claude Frollo) et Jean-Pierre Bonnefous (Phœbus), dans les décors de René Allio et les costumes d'Yves Saint Laurent,.

## Présentation
Notre-Dame de Paris est une commande de Georges Auric, alors administrateur général de l'Opéra de Paris, passée à Roland Petit.
Petit réalise la chorégraphie sur une musique « très émotionnelle » de Maurice Jarre, un décor « moderne et dépouillé » de René Allio et des costumes d'Yves Saint Laurent.
Le livret suit la trame du roman de Victor Hugo et se concentre sur les personnages d'Esméralda, Quasimodo et Frollo. Côté distribution, à la création du ballet à l'Opéra de Paris le 11 décembre 1965, Claire Motte danse Esméralda, Roland Petit, Quasimodo, Cyril Atanassoff, Claude Frollo, et Jean-Pierre Bonnefous, Phœbus,.

## Postérité
Notre-Dame de Paris est donné plusieurs fois à l'Opéra de Paris. Le ballet est également repris par le ballet de Marseille en 1974 et le ballet du Kirov en 1978.
Il existe une version filmée par Telmondis de la production de l'Opéra de Paris de 1996, réalisée par André Flédérick.